# Petelinji zajtrk
Petelinji zajtrk é um filme de drama esloveno de 2007 dirigido e escrito por Marko Naberšnik. Foi selecionado como representante da Eslovênia à edição do Oscar 2008, organizada pela Academia de Artes e Ciências Cinematográficas.

## Elenco
- Vlado Novak - Pišti Gajaš
- Primož Bezjak - David Slavinec (Đuro)
- Pia Zemljič - Bronja Vuksanović
- Dario Varga - Cveto Vuksanović (Lepec)
- Janez Škof - Jure Cekuta
- Davor Janjić - Rajko Malačič (Roki)
- Miloš Battelino - Igor Pavlica
- Matija Rozman - Viktor Brodnik (Zobar)
- Bojan Emeršič - Radmilovič